# William Stark
William Stark (Dunfermline, 27 maggio 1770 – Drumsheugh, 9 ottobre 1812) è stato un architetto e urbanista scozzese.
Soffriva di cattive condizioni di salute e morì relativamente giovane, ma le sue proposte per lo sviluppo della Città Orientale di Edimburgo, o Terza Città Nuova, furono fedelmente portate avanti dal suo allievo William Henry Playfair, che in seguito progettò molti dei punti di riferimento neoclassici di Edimburgo.
Sono pochi gli edifici di Stark che sono sopravvissuti, ma gli interni dell'edificio della Signet Library, terminato in tempo per la visita a Edimburgo di Giorgio IV nel 1822, rimangono tra le migliori opere architettoniche di Edimburgo.

## Vita e fama
William Stark nacque a Dunfermline, figlio di Mark Stark, commerciante e possidente di Glasgow, nipote del reverendo Robert Stark di Torryburn. Sarah, la sorella maggiore di Stark, sposò l'architetto di Glasgow John Craig nel 1787 ed è possibile che il giovane Stark abbia iniziato la sua carriera nel suo studio. Nel 1798 Stark visitò San Pietroburgo, forse in coincidenza con l'architetto scozzese neoclassico Charles Cameron, che lavorò alla corte di Caterina II di Russia.
La carriera di Stark iniziò a Glasgow intorno al 1802, ma si trasferì a Edimburgo per motivi di salute intorno al 1807. Morì nella sua casa di Drumsheugh, Edimburgo, il 9 ottobre 1813 e fu sepolto al Greyfriars Churchyard.
Sir Walter Scott, che impiegava Stark all'Abbotsford intorno al 1811-13, lo descriveva come un "genio" e diceva che "deve salire molto in alto nella sua professione se la cattiva salute di cui soffre non lo terrà giù". Dopo la sua morte, Scott ha detto che "è morto il genio che è rimasto tra l'universalità degli architetti scozzesi". Lord Cockburn ha descritto Stark come "il miglior architetto moderno che la Scozia abbia prodotto". Lo Scots Magazine, in cui è stato pubblicato nel 1815 il suo progetto per la terza città nuova, riporta che "la sua reputazione, meritatamente alta in Scozia, si stava rapidamente diffondendo in Inghilterra al momento della sua morte".

## Progettista di manicomi
Stark aveva un particolare interesse per la progettazione e l'organizzazione dei manicomi, sulla base dell'opinione medica del suo tempo. Le sue Osservazioni sulla costruzione di ospedali pubblici per la cura dei disturbi mentali furono pubblicate nel 1807.
Nel 1810 progettò il Glasgow Lunatic Asylum, in cui i pazienti erano segregati per sesso, estrazione sociale e condizione mentale, secondo i suoi principi. Inaugurato nel 1814, fu uno dei primi manicomi a farlo. Fu anche responsabile del Dundee Royal Lunatic Asylum costruito nel 1812 e del Gloucester Lunatic Asylum.

## Urbanistica
Stark era anche interessato all'urbanistica. Il suo rapporto al Lord Provost, Magistrati e Consiglio di Edimburgo sui piani per la sistemazione degli edifici tra Edimburgo e Leith fu pubblicato postumo nel 1814. Fu pubblicato anche sul Scots Magazine nel 1815.
Questo breve saggio sottolineava la costruzione del paesaggio urbano di Edimburgo con pittoresca varietà e particolare attenzione ai contorni, utilizzando i pregi delle viste oblique e il valore degli alberi, piuttosto che imporre la geometria e la simmetria esemplificata dalla Prima Città Nuova di James Craig.
Stark scrisse: "Sembra che sia stato ammesso come pregiudizio che gli alberi e gli edifici cittadini sono oggetti incongrui. Devono sicuramente aver ammesso che si combinano bene insieme, poiché i nostri migliori paesaggisti, Claude e i Poussins, non si sono mai stancati di dipingerli, né il mondo di ammirare ciò che hanno dipinto. Dalla pratica di questi grandi maestri, che dobbiamo considerare come autorità instancabili, di combinare costantemente alberi e architettura, si deve dedurre che non ci può essere bellezza dove uno di questi elementi è carente".
I principi di Stark sono stati seguiti dal suo allievo William Henry Playfair, che ha potuto realizzare molte delle idee di Stark nella sua vasta opera a Edimburgo nella prima metà del XIX secolo.

## Famiglia
Stark sposò Catherine Thomson, figlia di Robert Thomson di Edimburgo, e sorella dello studioso di musica George Thomson che lavorò con Robert Burns e Beethoven. La coppia ebbe una figlia nel 1806, che chiamarono Catherine.

## Opere

### Edifici e disegni
- 1802, 1805 Cattedrale di Glasgow : modifiche all'estremità orientale e refitting Inner High Church
- 1804 Museo Hunteriano
- 1807 St George's Tron Church, Glasgow
- 1808 Abbazia di Dunfermline, che ricostruisce la torre sud-occidentale
- 1809 Grange Hall, Forres, Morayshire
- 1809 Saline Parish Church, Saline, Fife
- 1810 Glasgow Lunatic Asylum, aperto nel 1814
- 1812 Dundee Royal Lunatic Asylum, progettato in un blocco a forma di H con ali a un piano che si affacciano sui giardini[7]
- 1812 Signet Library, Edinburgh, progetto della Signet Library e della Upper Signet Library (ex Biblioteca degli avvocati)
- 1812 Bowhill House, Selkirk, progetto di blocco centrale (continuato da William Atkinson)
- design pre-1813 per l'Observatory City e il Playfair Monument, a Calton Hill, Edimburgo in seguito ridisegnato da William Henry Playfair
- 1813 Gloucester Lunatic Asylum, aperto nel 1823

### Scritti
- Stark, W. (1807). Osservazioni sulla costruzione di ospedali pubblici per la cura del disagio mentale. Glasgow, 1807. 2ª ed. (1810). James Hedderwick e Co. per il comitato: Glasgow.
- Stark, W. (1814). Riferisci all'onorevole Lord Provost, Magistrates e Council of the City di Edimburgo e i Governatori dell'ospedale George Heriot. . . Sui piani per gettare le basi per gli edifici tra Edimburgo e Leith. Edimburgo: stampata da A. Smellie. Ripubblicato come "Rapporto sui piani per la messa a dimora di edifici tra Edimburgo e Leith dal defunto William Stark, Esq. Architect 'con un' Postscript di Fried, Mr Craig, Architect, Glasgow ', The Scots Magazine, Vol LXXVII, agosto 1815.